# Ajoya
Ajoya ist eine Ortschaft im Departamento La Paz im südamerikanischen Anden-Staat Bolivien.

## Lage im Nahraum
Ajoya ist zentraler Ort des Cantón Ajoya im Municipio Calamarca in der Provinz Aroma und liegt auf einer Höhe von 3999 m. Ajoya liegt auf einem bis zu zwanzig Kilometer breiten nord-südlich verlaufenden ebenen Abschnitt des bolivianischen Altiplano, direkt am Rande der Ortschaft erheben sich die Vorgebirgsketten der Serranía de Sicasica, die hier bis auf knapp 5000 Meter ansteigt.

## Geographie
Ajoya liegt auf der bolivianischen Hochebene zwischen den Anden-Gebirgsketten der Cordillera Occidental im Westen und der Cordillera Central im Osten. Die Region weist ein ausgeprägtes Tageszeitenklima auf, bei dem die Temperaturschwankungen im Tagesverlauf deutlicher ausfallen als im Jahresverlauf.
Die mittlere Durchschnittstemperatur des Municipio liegt bei 10 °C (siehe Klimadiagramm Colquencha), die Monatsdurchschnittstemperaturen schwanken nur unwesentlich zwischen 7 °C im Juni/Juli und knapp 12 °C im November. Der Jahresniederschlag beträgt etwa 500 mm, die Monatsniederschläge liegen zwischen unter 10 mm in der Trockenzeit von Mai bis August und 125 mm im Januar.

## Verkehrsnetz
Ajoya liegt in einer Entfernung von 67 Straßenkilometern südlich von La Paz, der Hauptstadt des Departamentos.
Von La Paz aus führt die asphaltierte Nationalstraße Ruta 2 in westlicher Richtung nach El Alto, von dort 54 Kilometer nach Süden die Ruta 1 bis Ajoya und weiter über Patacamaya nach Caracollo, wo die Ruta 1 in südlicher Richtung nach Oruro führt und die Ruta 4 ins östlich gelegene Cochabamba abzweigt.

## Bevölkerung
Die Einwohnerzahl der Ortschaft war in den vergangenen beiden Jahrzehnten deutlichen Schwankungen unterworfen:
| Jahr | Einwohner | Quelle       |
| ---- | --------- | ------------ |
| 1992 | 225       | Volkszählung |
| 2001 | 48        | Volkszählung |
| 2012 | 175       | Volkszählung |
| 2024 |           | Volkszählung |

Die Region weist einen hohen Anteil an Aymara-Bevölkerung auf, im Municipio Ayo Ayo sprechen 95,7 Prozent der Bevölkerung die Aymara-Sprache.